# Pavetta wallichiana
Pavetta wallichiana är en måreväxtart som beskrevs av Ernst Gottlieb von Steudel. Pavetta wallichiana ingår i släktet Pavetta och familjen måreväxter. Inga underarter finns listade i Catalogue of Life.